# John Kruesi
John Kruesi (Heiden, 15 mei 1843 – Schenectady, 22 februari 1899) was een in Zwitserland geboren Amerikaans meesterbankwerker, technicus en een naaste medewerker van Thomas Edison.

## Biografie
Kruesi was in Zwitserland opgeleid als uurwerkmaker en instrumentbouwer. In zijn jonge jaren werkte hij als leerlingbankwerker in Zürich en Parijs, totdat hij rond 1870 naar de Verenigde Staten emigreerde. Hij vestigde zich in New Jersey waar hij werk vond bij de Singer Sewing Machine Company in Elizabeth. Hier kwam hij in contact met Thomas Edison, die hem een baan aanbood in zijn werkplaats in Newark.
Kruesi werd Edisons hoofdbankwerker tijdens diens periode in Menlo Park, waarbij Kruesi de talrijke ruwe schetsen van Edison vertaalde in werkende apparaten. Aangezien de vervaardiging en het testen van de modellen centraal stonden in Edisons wijze van uitvinden, waren de vaardigheden van Kruesi een belangrijke factor in Edisons succes als uitvinder.

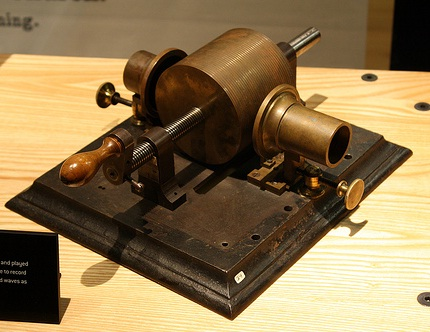
De eerste fonograaf van Edison, gebouwd door Kruesi

Zo was Kruesi betrokken bij vele van Edisons bekende uitvindingen, waaronder de quadruplex telegraaf, de koolmicrofoon, de fonograaf, de gloeilamp en het elektrische verlichtingsysteem. Vooral met deze laatste ontwikkeling was het talent van Kruesi doorslaggevend. Zo kreeg hij in 1881 van Edison de leiding over de Electric Tube Company, het bedrijf dat was belast met de ondergrondse aanleg van de elektriciteitskabels vanuit een centraal opgesteld generatorstation in New York.
Daarbij was Kruesi ook uitvinder; bij de Electric Tube Company ontwikkelde hij een tweegeleiderkabel met twee halfronde geleiders, van elkaar gescheiden door een isolator en omwikkeld met isolatiemateriaal. Nadat het bedrijf was samengevoegd met de Edison Machine Works werd Kruesi onder Charles Batchelor plaatsvervangend directeur en nam na diens vertrek in 1885 de positie van Batchelor over.
Toen de bedrijven van Edison in 1892 opgingen in de General Electric Company werd Kruesi bevorderd tot algemeen manager en vervolgens in 1896 tot hoofd-werkbouwkundig ingenieur van de vestiging in Schenectady. Deze positie behield hij tot aan zijn overlijden in 1899.